# Tangeite
La tangeite, également appelée calciovolborthite, est une espèce minérale, vanadate de calcium et de cuivre de formule : CaCu(VO4)(OH). Il s'agit d'un minéral secondaire que l'on peut trouver dans le grès ainsi que dans les zones oxydées des gisements de vanadium. 
Elle fut nommée en 1925 par Aleksandr Evgenievich Fersman pour sa localité de découverte dans la gorge Tange, vallée de Ferghana, Monts Alaï au Kirghizistan.